# De Tomaso Deauville
De Tomaso Deauville – duży czterodrzwiowy sedan produkowany przez włoską firmę De Tomaso w latach 1971-1985. Po raz pierwszy został zaprezentowany na Turin Motor Show w roku 1970. Samochód napędzany był przez silnik V8 Ford Cleveland o pojemności 5763 cm³ (351 in³) generujący moc 330 koni parowych znany również z innego modelu De Tomaso, Pantera. Prędkość maksymalna jaką osiągał samochód wynosiła 230 kilometrów na godzinę. Stylistycznie nadwozie podobne było do tego znanego z Jaguara XJ.
Deauville posiadał niezależne tylne zawieszenie podobne do używanego przez Jaguara, na obydwu osiach zamontowano hamulce tarczowe. Samochód dzieli płytę podłogową z Maserati Quattroporte III.
Łącznie powstało 244 egzemplarzy modelu Deauville.
Dostępne były trzy wersje Deauville: wczesna seria pierwsza 1 (1970–1974: numery seryjne 10##, 11## i 12##), późna seria 1 (1975–1977: numery seryjne 14##) oraz seria 2 (1978–1985: numery seryjne 20## i 21##).
Powstał jeden egzemplarz Deauville w wersji kombi, został on stworzony dla żony pana De Tomaso. Powstały również dwie opancerzone sztuki modelu, jedna dla belgijskiej rodziny królewskiej, druga dla włoskiego rządu. Jeden z nich wystawiany jest w Museo delle Auto della Polizia Di Stato w Rzymie.